# Silvia Zanardi
Silvia Zanardi   (Fiorenzuola d'Arda, 3 de març de 2000) és una ciclista italiana, que competeix en les modalitats de carretera i pista. Actualment milita a l'equip Human Powered Health.

## Palmarès en ruta
- 2021
  -  Campiona d'Europa en ruta sub-23

- 2022
  - Vencedora d'una etapa al Tour de l'Ardecha
  - Vencedora d'una etapa al Tour femení internacional dels Pirineus
  - 1a a la 4 Ladies Series - Hungary

- 2023
  - Vencedora d'una etapa al Gran Premi della Liberazione femení
  - Vencedora d'una etapa al Tour de l'Ardecha

- 2024
  - 1a al Gran Premi de Fourmies

### Resultats a les Grans Voltes

#### Giro d'Itàlia
- 2020: 53a posició
- 2021: 72a posició
- 2022: no surt a la 7a etapa
- 2023: 54a posició
- 2024: 91a posició
- 2025: 102a posició

#### Volta a Espanya
- 2024: 98a posició
- 2025: 100a posició

## Palmarès en pista
- 2018
  -  Campiona del món de ciclisme en pista en persecució per equips júnior
  -  Campiona del món de ciclisme en pista en cursa de puntuació júnior
  -  Campiona d'Europa de ciclisme en pista en persecució per equips júnior

- 2020
  -  Campionats d'Europa de ciclisme en pista en cursa de puntuació sub-23

- 2021
  -  Campionats d'Europa de ciclisme en pista en cursa de puntuació sub-23
  -  Campionats d'Europa de ciclisme en pista en cursa en persecució per equips sub-23
  -  Campionats d'Europa de ciclisme en pista en cursa en persecució individual sub-23

- 2022
  -  Campionats d'Europa de ciclisme en pista en cursa americana
  -  Campionats d'Europa de ciclisme en pista en cursa en persecució per equips sub-23
  -  Campionats d'Europa de ciclisme en pista en cursa de puntuació sub-23
  -  Campionats d'Europa de ciclisme en pista en cursa americana sub-23

- 2023
  -  Campiona d'Itàlia de ciclisme en pista en cursa d'eliminació